# Dankov

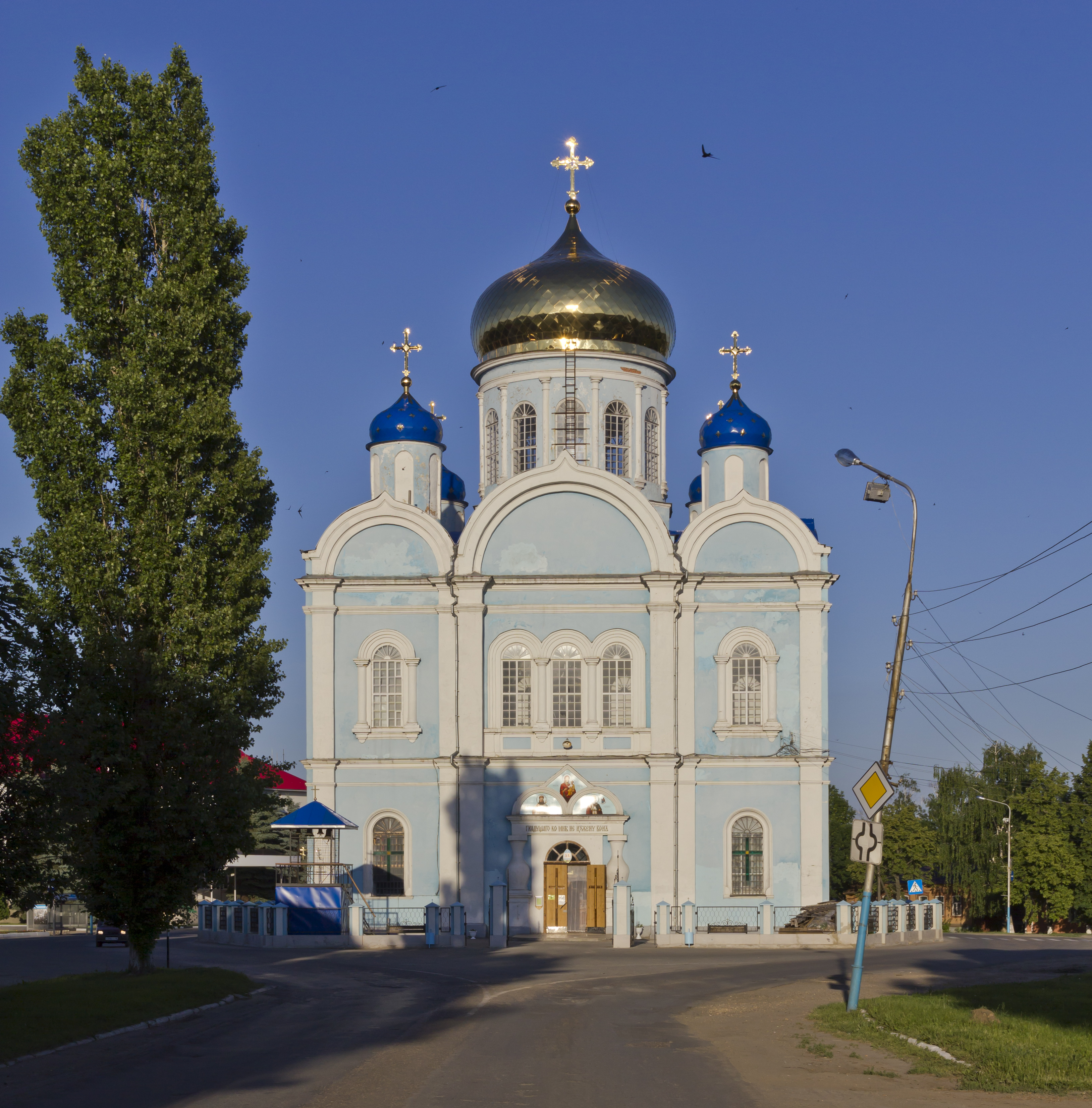

Dankov (russo: Данков) é uma cidade localizada no óblast de Lipetsk, Rússia. Está situada às margens do Rio Don e 86 km² a noroeste de Lipetsk.
População: 
- 23.249 (Censo de 2002)
- 24.659 (Censo de 1989)